# Llista de topònims de Riudellots de la Selva
Llista de topònims (noms propis de lloc) del municipi de Riudellots de la Selva, a la Selva
Informació actualitzada per un bot. Els canvis manuals es perdran quan s'actualitzi!

## casa
| imatge | Nom                     | Ubicat a               | instància de | Detalls                                              | coordenades                                                                | Protecció                                  | Commons (més fotos)                   | Dades a WD                    |
| ------ | ----------------------- | ---------------------- | ------------ | ---------------------------------------------------- | -------------------------------------------------------------------------- | ------------------------------------------ | ------------------------------------- | ----------------------------- |
|        | Can Fàbregas            | Riudellots de la Selva | casa         | Estil: arquitectura popular 19th century             | 41° 53′ 34″ N, 2° 48′ 08″ E / 41.89281°N,2.80228°E ca:C. Major, 1 98 msnm  | bé integrant del patrimoni cultural català | Can Fàbregas (Riudellots de la Selva) | Modifica les dades a Wikidata |
|        | Can Mai                 | Riudellots de la Selva | casa         | Estil: gòtic tardà arquitectura popular 15th century | 41° 53′ 33″ N, 2° 48′ 12″ E / 41.89244°N,2.80343°E ca:Pl. de l'Església, 6 | bé integrant del patrimoni cultural català | Can Mai (Riudellots de la Selva)      | Modifica les dades a Wikidata |
|        | casa al carrer Petit, 3 | Riudellots de la Selva | casa         | Estil: arquitectura popular 16th century             | 41° 53′ 34″ N, 2° 48′ 11″ E / 41.89269°N,2.80317°E ca:C. Petit, 3 97 msnm  | bé integrant del patrimoni cultural català | Casa al carrer Petit, 3               | Modifica les dades a Wikidata |

## curs d'aigua
| imatge | Nom                | Ubicat a                                | instància de | Detalls                                    | coordenades                                                       | Protecció | Commons (més fotos) | Dades a WD                    |
| ------ | ------------------ | --------------------------------------- | ------------ | ------------------------------------------ | ----------------------------------------------------------------- | --------- | ------------------- | ----------------------------- |
|        | Onyar              | província de Girona Comarques gironines | curs d'aigua | Desemboca: Ter Llarg: 34km Conca: 340.9km² | 41° 58′ 14″ N, 2° 50′ 22″ E / 41.970555555556°N,2.8394444444444°E |           | Onyar               | Modifica les dades a Wikidata |
|        | riera de Riudevila | Riudellots de la Selva Vilobí d'Onyar   | curs d'aigua | Desemboca: Onyar Llarg: 11km               | 41° 54′ 46″ N, 2° 44′ 51″ E / 41.912825°N,2.747481°E              |           | Riera de Riudevila  | Modifica les dades a Wikidata |

## entitat singular de població
| imatge | Nom                             | Ubicat a               | instància de                                                                   | Detalls  | coordenades                                                        | Protecció | Commons (més fotos) | Dades a WD                    |
| ------ | ------------------------------- | ---------------------- | ------------------------------------------------------------------------------ | -------- | ------------------------------------------------------------------ | --------- | ------------------- | ----------------------------- |
|        | Can Jordi                       | Riudellots de la Selva | entitat singular de població urbanització                                      | 99 hab   | 41° 54′ 17″ N, 2° 47′ 01″ E / 41.90467222°N,2.78370278°E 132 msnm  |           |                     | Modifica les dades a Wikidata |
|        | Mas Joals                       | Riudellots de la Selva | entitat singular de població                                                   | 167 hab  | 41° 54′ 01″ N, 2° 48′ 18″ E / 41.90026389°N,2.80503056°E 121 msnm  |           |                     | Modifica les dades a Wikidata |
|        | Ponent Residencial              | Riudellots de la Selva | entitat singular de població urbanització                                      | 154 hab  | 41° 54′ 04″ N, 2° 47′ 36″ E / 41.90119826°N,2.79323423°E 122 msnm  |           |                     | Modifica les dades a Wikidata |
|        | Riudellots de la Selva          | Riudellots de la Selva | entitat singular de població ens local històric de Catalunya capital municipal | 1227 hab | 41° 53′ 36″ N, 2° 48′ 16″ E / 41.89327°N,2.80452°E 97 msnm         |           |                     | Modifica les dades a Wikidata |
|        | Veïnat de Can Buixó             | Riudellots de la Selva | entitat singular de població                                                   | 69 hab   | 41° 54′ 22″ N, 2° 47′ 37″ E / 41.90622143°N,2.793654825°E 114 msnm |           |                     | Modifica les dades a Wikidata |
|        | Veïnat de Can Calderó           | Riudellots de la Selva | entitat singular de població                                                   | 86 hab   | 41° 53′ 12″ N, 2° 47′ 37″ E / 41.8866°N,2.79366111°E 102 msnm      |           |                     | Modifica les dades a Wikidata |
|        | Veïnat de Torreponça            | Riudellots de la Selva | entitat singular de població                                                   | 54 hab   | 41° 52′ 32″ N, 2° 47′ 17″ E / 41.87556667°N,2.78812222°E 115 msnm  |           |                     | Modifica les dades a Wikidata |
|        | Veïnat de l'Estació             | Riudellots de la Selva | entitat singular de població                                                   | 71 hab   | 41° 53′ 44″ N, 2° 48′ 39″ E / 41.895683°N,2.810853°E 100 msnm      |           |                     | Modifica les dades a Wikidata |
|        | Veïnat de l'Hostalnou           | Riudellots de la Selva | entitat singular de població                                                   | 102 hab  | 41° 53′ 43″ N, 2° 46′ 46″ E / 41.89524722°N,2.77945278°E 114 msnm  |           |                     | Modifica les dades a Wikidata |
|        | Veïnat de la Pequenya           | Riudellots de la Selva | entitat singular de població                                                   | 29 hab   | 41° 53′ 18″ N, 2° 47′ 01″ E / 41.88833333°N,2.78361111°E 104 msnm  |           |                     | Modifica les dades a Wikidata |
|        | Veïnat del Regàs                | Riudellots de la Selva | entitat singular de població                                                   | 62 hab   | 41° 54′ 45″ N, 2° 47′ 42″ E / 41.91240556°N,2.79503889°E 101 msnm  |           |                     | Modifica les dades a Wikidata |
|        | el Polígon Industrial de Girona | Riudellots de la Selva | entitat singular de població polígon industrial                                | 8 hab    | 41° 54′ 37″ N, 2° 47′ 28″ E / 41.910325°N,2.79104167°E 115 msnm    |           |                     | Modifica les dades a Wikidata |

## església
| imatge | Nom                                   | Ubicat a               | instància de | Detalls                    | coordenades                                                                 | Protecció                                  | Commons (més fotos)                   | Dades a WD                    |
| ------ | ------------------------------------- | ---------------------- | ------------ | -------------------------- | --------------------------------------------------------------------------- | ------------------------------------------ | ------------------------------------- | ----------------------------- |
|        | Mare de Déu del Remei de l'Hostal Nou | Riudellots de la Selva | església     |                            | 41° 53′ 50″ N, 2° 47′ 02″ E / 41.89727°N,2.78379°E ca:Masia de l'Hostal Nou |                                            | Mare de Déu del Remei de l'Hostal Nou | Modifica les dades a Wikidata |
|        | Sant Esteve de Riudellots             | Riudellots de la Selva | església     | Estil: arquitectura gòtica | 41° 53′ 34″ N, 2° 48′ 13″ E / 41.89267°N,2.80371°E                          | bé integrant del patrimoni cultural català | Sant Esteve de Riudellots             | Modifica les dades a Wikidata |

## estació de ferrocarril
| imatge | Nom                             | Ubicat a               | instància de                                          | Detalls | coordenades                                                            | Protecció                                  | Commons (més fotos)                  | Dades a WD                    |
| ------ | ------------------------------- | ---------------------- | ----------------------------------------------------- | ------- | ---------------------------------------------------------------------- | ------------------------------------------ | ------------------------------------ | ----------------------------- |
|        | Estació de Riudellots           | Riudellots de la Selva | estació de ferrocarril                                |         | 41° 53′ 47″ N, 2° 48′ 42″ E / 41.89625°N,2.811583333333333°E 1012 msnm | bé integrant del patrimoni cultural català | Riudellots de la Selva train station | Modifica les dades a Wikidata |
|        | Estació de l'Aeroport de Girona | Riudellots de la Selva | estació de ferrocarril estació ferroviària d'aeroport |         | 41° 53′ 45″ N, 2° 46′ 20″ E / 41.89579863066567°N,2.772089457732593°E  |                                            |                                      | Modifica les dades a Wikidata |

## masia
| imatge | Nom                          | Ubicat a               | instància de     | Detalls                                                      | coordenades | Protecció                                            | Commons (més fotos)                   | Dades a WD                    |
| ------ | ---------------------------- | ---------------------- | ---------------- | ------------------------------------------------------------ | --- | ---------------------------------------------------- | ------------------------------------- | ----------------------------- |
|        | Ca l'Alcalà                  | Riudellots de la Selva | masia            |                                                              | 41° 54′ 35″ N, 2° 47′ 29″ E / 41.9096150524707°N,2.7914142989281°E                                                        |                                                      |                                       | Modifica les dades a Wikidata |
|        | Ca l'Arbosser                | Riudellots de la Selva | masia            | Estil: arquitectura popular                                  | 41° 54′ 27″ N, 2° 47′ 19″ E / 41.90763°N,2.78849°E                                                                        | bé integrant del patrimoni cultural català           |                                       | Modifica les dades a Wikidata |
|        | Ca l'Esgleies                | Riudellots de la Selva | masia            |                                                              | 41° 54′ 01″ N, 2° 48′ 45″ E / 41.90023°N,2.812618°E                                                                       |                                                      |                                       | Modifica les dades a Wikidata |
|        | Ca l'Iscle                   | Riudellots de la Selva | masia            |                                                              | 41° 52′ 46″ N, 2° 48′ 23″ E / 41.8795492734318°N,2.80627581893825°E                                                       |                                                      |                                       | Modifica les dades a Wikidata |
|        | Ca n'Arbres                  | Riudellots de la Selva | masia            |                                                              | 41° 54′ 02″ N, 2° 47′ 31″ E / 41.9004198530791°N,2.79183001606663°E                                                       |                                                      |                                       | Modifica les dades a Wikidata |
|        | Ca n'Eimeric                 | Riudellots de la Selva | masia            |                                                              | 41° 53′ 03″ N, 2° 48′ 40″ E / 41.8843°N,2.81099°E Veïnat de Torreponça                                                    | bé integrant del patrimoni cultural català           |                                       | Modifica les dades a Wikidata |
|        | Ca n'Esgleies                | Riudellots de la Selva | masia            |                                                              | 41° 53′ 14″ N, 2° 47′ 01″ E / 41.887092488087°N,2.78356847244357°E                                                        |                                                      |                                       | Modifica les dades a Wikidata |
|        | Cal Carreter de les Bòries   | Riudellots de la Selva | masia            |                                                              | 41° 54′ 00″ N, 2° 47′ 00″ E / 41.8999986905377°N,2.78325966852903°E                                                       |                                                      |                                       | Modifica les dades a Wikidata |
|        | Cal Cotorra                  | Riudellots de la Selva | masia            |                                                              | 41° 53′ 10″ N, 2° 48′ 28″ E / 41.885973896241°N,2.80790770330097°E                                                        |                                                      |                                       | Modifica les dades a Wikidata |
|        | Cal Queco                    | Riudellots de la Selva | masia            |                                                              | 41° 54′ 04″ N, 2° 47′ 55″ E / 41.9010895351165°N,2.79866362947831°E                                                       |                                                      |                                       | Modifica les dades a Wikidata |
|        | Cal Rector Nou               | Riudellots de la Selva | masia            |                                                              | 41° 53′ 17″ N, 2° 46′ 56″ E / 41.8880804530824°N,2.78209459652401°E                                                       |                                                      |                                       | Modifica les dades a Wikidata |
|        | Cal Rector Vell              | Riudellots de la Selva | masia            |                                                              | 41° 54′ 15″ N, 2° 47′ 12″ E / 41.9041303989114°N,2.78677828976786°E                                                       |                                                      |                                       | Modifica les dades a Wikidata |
|        | Cal Ros                      | Riudellots de la Selva | masia            | Estil: arquitectura popular 17th century                     | 41° 54′ 04″ N, 2° 48′ 49″ E / 41.90122°N,2.81366°E ca:Veïnat del Regàs 98 msnm                                            | bé integrant del patrimoni cultural català           | Cal Ros (Riudellots de la Selva)      | Modifica les dades a Wikidata |
|        | Cal Xec                      | Riudellots de la Selva | masia            |                                                              | 41° 52′ 49″ N, 2° 48′ 28″ E / 41.8802635440794°N,2.80790070185399°E                                                       |                                                      |                                       | Modifica les dades a Wikidata |
|        | Can Banyes                   | Riudellots de la Selva | masia            |                                                              | 41° 53′ 33″ N, 2° 47′ 46″ E / 41.892456729491°N,2.79624369042191°E                                                        |                                                      |                                       | Modifica les dades a Wikidata |
|        | Can Bellaguarda              | Riudellots de la Selva | masia            | Estil: arquitectura popular                                  | 41° 53′ 39″ N, 2° 47′ 57″ E / 41.89406°N,2.79926°E ca:Ctra. de Riudellots, al costat de la rotonda d'entrada al poble     | bé integrant del patrimoni cultural català           |                                       | Modifica les dades a Wikidata |
|        | Can Bohils                   | Riudellots de la Selva | masia            | Estil: arquitectura popular                                  | 41° 53′ 17″ N, 2° 46′ 30″ E / 41.88807°N,2.77496°E                                                                        | bé integrant del patrimoni cultural català           |                                       | Modifica les dades a Wikidata |
|        | Can Bordó                    | Riudellots de la Selva | masia            |                                                              | 41° 53′ 31″ N, 2° 48′ 00″ E / 41.8918238593016°N,2.80000665021063°E                                                       |                                                      |                                       | Modifica les dades a Wikidata |
|        | Can Bosc                     | Riudellots de la Selva | masia            |                                                              | 41° 53′ 18″ N, 2° 48′ 07″ E / 41.8883057560381°N,2.80206674577621°E                                                       |                                                      |                                       | Modifica les dades a Wikidata |
|        | Can Botiró                   | Riudellots de la Selva | masia            |                                                              | 41° 54′ 13″ N, 2° 46′ 56″ E / 41.9035365903376°N,2.78231935161312°E                                                       |                                                      |                                       | Modifica les dades a Wikidata |
|        | Can Bruguelada               | Riudellots de la Selva | masia            |                                                              | 41° 53′ 31″ N, 2° 47′ 47″ E / 41.8920785088762°N,2.79628105554725°E                                                       |                                                      |                                       | Modifica les dades a Wikidata |
|        | Can Buixó                    | Riudellots de la Selva | masia            |                                                              | 41° 54′ 13″ N, 2° 47′ 44″ E / 41.9036417458511°N,2.79542445768721°E                                                       |                                                      |                                       | Modifica les dades a Wikidata |
|        | Can Calau                    | Riudellots de la Selva | masia            |                                                              | 41° 54′ 11″ N, 2° 47′ 09″ E / 41.9030568898784°N,2.78586557240267°E                                                       |                                                      |                                       | Modifica les dades a Wikidata |
|        | Can Calbet                   | Riudellots de la Selva | masia            |                                                              | 41° 53′ 58″ N, 2° 47′ 45″ E / 41.8993193564919°N,2.79592048313396°E                                                       |                                                      |                                       | Modifica les dades a Wikidata |
|        | Can Calderó Nou              | Riudellots de la Selva | masia            | Estil: arquitectura popular                                  | 41° 53′ 11″ N, 2° 47′ 24″ E / 41.88645°N,2.79001°E                                                                        | bé integrant del patrimoni cultural català           | Can Calderó Nou                       | Modifica les dades a Wikidata |
|        | Can Calderó Vell             | Riudellots de la Selva | masia            | Estil: arquitectura popular                                  | 41° 53′ 07″ N, 2° 47′ 27″ E / 41.88532°N,2.79078°E                                                                        | bé integrant del patrimoni cultural català           | Can Calderó Vell                      | Modifica les dades a Wikidata |
|        | Can Casals                   | Riudellots de la Selva | masia            |                                                              | 41° 52′ 40″ N, 2° 48′ 24″ E / 41.8777666566118°N,2.80671506316599°E                                                       |                                                      |                                       | Modifica les dades a Wikidata |
|        | Can Coll                     | Riudellots de la Selva | masia            |                                                              | 41° 53′ 59″ N, 2° 47′ 41″ E / 41.8998033791744°N,2.79460485737943°E                                                       |                                                      |                                       | Modifica les dades a Wikidata |
|        | Can Conis                    | Riudellots de la Selva | masia            |                                                              | 41° 53′ 52″ N, 2° 48′ 32″ E / 41.8976844897037°N,2.80893349122392°E                                                       |                                                      |                                       | Modifica les dades a Wikidata |
|        | Can Cordoneda                | Riudellots de la Selva | masia            |                                                              | 41° 53′ 56″ N, 2° 47′ 23″ E / 41.8988937996898°N,2.78968906641928°E                                                       |                                                      |                                       | Modifica les dades a Wikidata |
|        | Can Cornellà                 | Riudellots de la Selva | masia            |                                                              | 41° 52′ 31″ N, 2° 47′ 46″ E / 41.8751544865599°N,2.79619019401483°E                                                       |                                                      |                                       | Modifica les dades a Wikidata |
|        | Can Cristià                  | Riudellots de la Selva | masia            |                                                              | 41° 53′ 33″ N, 2° 47′ 58″ E / 41.8924984009771°N,2.79945004138811°E                                                       |                                                      |                                       | Modifica les dades a Wikidata |
|        | Can Donca                    | Riudellots de la Selva | masia            |                                                              | 41° 53′ 36″ N, 2° 47′ 38″ E / 41.8933982248813°N,2.79387799307491°E                                                       |                                                      |                                       | Modifica les dades a Wikidata |
|        | Can Gener                    | Riudellots de la Selva | masia            |                                                              | 41° 54′ 39″ N, 2° 48′ 16″ E / 41.910774°N,2.804373°E 95 msnm                                                              |                                                      |                                       | Modifica les dades a Wikidata |
|        | Can Gleies                   | Riudellots de la Selva | masia            |                                                              | 41° 52′ 55″ N, 2° 48′ 45″ E / 41.8820726320056°N,2.81257164954426°E                                                       |                                                      |                                       | Modifica les dades a Wikidata |
|        | Can Grífol                   | Riudellots de la Selva | masia            |                                                              | 41° 54′ 30″ N, 2° 47′ 59″ E / 41.9084501255114°N,2.79982213322129°E                                                       |                                                      |                                       | Modifica les dades a Wikidata |
|        | Can Janet Donca              | Riudellots de la Selva | masia            |                                                              | 41° 53′ 32″ N, 2° 47′ 25″ E / 41.8922750788922°N,2.79039788056358°E                                                       |                                                      |                                       | Modifica les dades a Wikidata |
|        | Can Janot Rajoler            | Riudellots de la Selva | masia            |                                                              | 41° 54′ 34″ N, 2° 47′ 59″ E / 41.9093146479593°N,2.79974708667199°E                                                       |                                                      |                                       | Modifica les dades a Wikidata |
|        | Can Martí Ramon              | Riudellots de la Selva | masia            |                                                              | 41° 53′ 58″ N, 2° 48′ 35″ E / 41.8995233531481°N,2.80982013686004°E                                                       |                                                      |                                       | Modifica les dades a Wikidata |
|        | Can Masgrau                  | Riudellots de la Selva | masia casa forta | Estil: arquitectura popular 16th century                     | 41° 53′ 54″ N, 2° 48′ 17″ E / 41.89822°N,2.80468°E ca:Camí que surt de l'Av. Països Catalans 115 msnm                     | bé integrant del patrimoni cultural català           | Can Masgrau (Riudellots de la Selva)  | Modifica les dades a Wikidata |
|        | Can Melgar                   | Riudellots de la Selva | masia            |                                                              | 41° 53′ 47″ N, 2° 47′ 24″ E / 41.8963363849671°N,2.78997472589844°E                                                       |                                                      |                                       | Modifica les dades a Wikidata |
|        | Can Mesquita                 | Riudellots de la Selva | masia            |                                                              | 41° 54′ 24″ N, 2° 48′ 02″ E / 41.9067401630433°N,2.80058707406032°E                                                       |                                                      |                                       | Modifica les dades a Wikidata |
|        | Can Mestres                  | Riudellots de la Selva | masia            |                                                              | 41° 53′ 25″ N, 2° 47′ 25″ E / 41.89029°N,2.79025°E ca:Trencall a l'esquerra de la ctra. de Riudellots, prop de la rotonda | bé integrant del patrimoni cultural català           |                                       | Modifica les dades a Wikidata |
|        | Can Met Janet                | Riudellots de la Selva | masia            |                                                              | 41° 53′ 51″ N, 2° 47′ 20″ E / 41.8974871289856°N,2.78881363847384°E                                                       |                                                      |                                       | Modifica les dades a Wikidata |
|        | Can Morat                    | Riudellots de la Selva | masia            | Estil: arquitectura gòtica arquitectura popular 16th century | 41° 53′ 06″ N, 2° 48′ 29″ E / 41.88513°N,2.80809°E ca:Veïnat de Torre Ponça 105 msnm                                      | bé integrant del patrimoni cultural català           | Can Morat                             | Modifica les dades a Wikidata |
|        | Can Pallot                   | Riudellots de la Selva | masia            |                                                              | 41° 53′ 30″ N, 2° 47′ 49″ E / 41.8916653284917°N,2.79692124589255°E                                                       |                                                      |                                       | Modifica les dades a Wikidata |
|        | Can Passes Tries             | Riudellots de la Selva | masia            |                                                              | 41° 53′ 30″ N, 2° 47′ 32″ E / 41.8915666984487°N,2.7921360117455°E                                                        |                                                      |                                       | Modifica les dades a Wikidata |
|        | Can Pastells                 | Riudellots de la Selva | masia            |                                                              | 41° 53′ 34″ N, 2° 47′ 14″ E / 41.8928097446209°N,2.78727401534451°E                                                       |                                                      |                                       | Modifica les dades a Wikidata |
|        | Can Peixant                  | Riudellots de la Selva | masia            |                                                              | 41° 54′ 09″ N, 2° 47′ 51″ E / 41.9024386425537°N,2.79757432269941°E                                                       |                                                      |                                       | Modifica les dades a Wikidata |
|        | Can Pepet Riurola            | Riudellots de la Selva | masia            |                                                              | 41° 53′ 55″ N, 2° 48′ 40″ E / 41.8984899009881°N,2.81123370558572°E                                                       |                                                      |                                       | Modifica les dades a Wikidata |
|        | Can Peret Vermell            | Riudellots de la Selva | masia            |                                                              | 41° 54′ 22″ N, 2° 48′ 12″ E / 41.9062497177852°N,2.80344611772992°E                                                       |                                                      |                                       | Modifica les dades a Wikidata |
|        | Can Perris                   | Riudellots de la Selva | masia            |                                                              | 41° 54′ 10″ N, 2° 46′ 56″ E / 41.9028248738215°N,2.78222531788676°E                                                       |                                                      |                                       | Modifica les dades a Wikidata |
|        | Can Pla                      | Riudellots de la Selva | masia            | Estil: arquitectura popular                                  | 41° 53′ 02″ N, 2° 46′ 38″ E / 41.88388°N,2.77729°E                                                                        | bé integrant del patrimoni cultural català           |                                       | Modifica les dades a Wikidata |
|        | Can Po                       | Riudellots de la Selva | masia            |                                                              | 41° 53′ 57″ N, 2° 47′ 36″ E / 41.8990713646461°N,2.79323285503072°E                                                       |                                                      |                                       | Modifica les dades a Wikidata |
|        | Can Pou                      | Riudellots de la Selva | masia            |                                                              | 41° 53′ 31″ N, 2° 47′ 57″ E / 41.8920112971931°N,2.7990296625715°E                                                        |                                                      |                                       | Modifica les dades a Wikidata |
|        | Can Quelot                   | Riudellots de la Selva | masia            |                                                              | 41° 53′ 41″ N, 2° 48′ 34″ E / 41.8946139785759°N,2.80942483677401°E                                                       |                                                      |                                       | Modifica les dades a Wikidata |
|        | Can Rafael                   | Riudellots de la Selva | masia            |                                                              | 41° 53′ 44″ N, 2° 48′ 33″ E / 41.8956764186489°N,2.80920468747569°E                                                       |                                                      |                                       | Modifica les dades a Wikidata |
|        | Can Raulis                   | Riudellots de la Selva | masia            |                                                              | 41° 54′ 04″ N, 2° 48′ 40″ E / 41.9011735634335°N,2.81100879238939°E                                                       |                                                      |                                       | Modifica les dades a Wikidata |
|        | Can Ribot                    | Riudellots de la Selva | masia            |                                                              | 41° 54′ 29″ N, 2° 48′ 02″ E / 41.9080461640167°N,2.80059506711472°E                                                       |                                                      |                                       | Modifica les dades a Wikidata |
|        | Can Riurola                  | Riudellots de la Selva | masia            | Estil: arquitectura popular 17th century                     | 41° 53′ 58″ N, 2° 48′ 46″ E / 41.89953°N,2.81282°E ca:Veïnat del Regàs 101 msnm                                           | bé integrant del patrimoni cultural català           | Can Riurola                           | Modifica les dades a Wikidata |
|        | Can Roca                     | Riudellots de la Selva | masia            |                                                              | 41° 54′ 29″ N, 2° 48′ 00″ E / 41.9079912010079°N,2.80006471417442°E                                                       |                                                      |                                       | Modifica les dades a Wikidata |
|        | Can Rovirola                 | Riudellots de la Selva | masia            |                                                              | 41° 52′ 32″ N, 2° 48′ 15″ E / 41.8754745575915°N,2.80414300186558°E                                                       |                                                      |                                       | Modifica les dades a Wikidata |
|        | Can Sargatal                 | Riudellots de la Selva | masia            |                                                              | 41° 53′ 43″ N, 2° 47′ 07″ E / 41.8951750492296°N,2.78539764921098°E                                                       |                                                      |                                       | Modifica les dades a Wikidata |
|        | Can Seguer                   | Riudellots de la Selva | masia            | Estil: arquitectura popular                                  | 41° 53′ 17″ N, 2° 46′ 39″ E / 41.88811°N,2.77744°E                                                                        | bé integrant del patrimoni cultural català           |                                       | Modifica les dades a Wikidata |
|        | Can Sobi                     | Riudellots de la Selva | masia            |                                                              | 41° 53′ 53″ N, 2° 47′ 26″ E / 41.8979948412223°N,2.79063234350234°E                                                       |                                                      |                                       | Modifica les dades a Wikidata |
|        | Can Solies                   | Riudellots de la Selva | masia            |                                                              | 41° 54′ 28″ N, 2° 47′ 34″ E / 41.9077441800477°N,2.79281903775389°E                                                       |                                                      |                                       | Modifica les dades a Wikidata |
|        | Can Teixidor                 | Riudellots de la Selva | masia            |                                                              | 41° 52′ 37″ N, 2° 47′ 09″ E / 41.8770268299748°N,2.78569940509624°E                                                       |                                                      |                                       | Modifica les dades a Wikidata |
|        | Can Terrers                  | Riudellots de la Selva | masia            |                                                              | 41° 53′ 00″ N, 2° 48′ 16″ E / 41.8832300738218°N,2.80450500566712°E                                                       |                                                      |                                       | Modifica les dades a Wikidata |
|        | Can Torbet                   | Riudellots de la Selva | masia            |                                                              | 41° 53′ 36″ N, 2° 47′ 40″ E / 41.8934622878361°N,2.79444435470597°E                                                       |                                                      |                                       | Modifica les dades a Wikidata |
|        | Can Tres                     | Riudellots de la Selva | masia            |                                                              | 41° 53′ 32″ N, 2° 47′ 51″ E / 41.8922336924121°N,2.79744983915777°E                                                       |                                                      |                                       | Modifica les dades a Wikidata |
|        | Can Tribana                  | Riudellots de la Selva | masia            |                                                              | 41° 52′ 37″ N, 2° 48′ 26″ E / 41.8768759141119°N,2.80727211672707°E                                                       |                                                      |                                       | Modifica les dades a Wikidata |
|        | Can Triso                    | Riudellots de la Selva | masia            |                                                              | 41° 54′ 27″ N, 2° 47′ 35″ E / 41.9074476091893°N,2.79318171445051°E                                                       |                                                      |                                       | Modifica les dades a Wikidata |
|        | Can Turbany                  | Riudellots de la Selva | masia            |                                                              | 41° 53′ 53″ N, 2° 47′ 13″ E / 41.8981229117695°N,2.78681032984659°E                                                       |                                                      |                                       | Modifica les dades a Wikidata |
|        | Can Valls                    | Riudellots de la Selva | masia            |                                                              | 41° 53′ 32″ N, 2° 47′ 06″ E / 41.8923550276785°N,2.78492491202265°E                                                       |                                                      |                                       | Modifica les dades a Wikidata |
|        | Can Veguer                   | Riudellots de la Selva | masia            |                                                              | 41° 53′ 49″ N, 2° 47′ 17″ E / 41.8969363614401°N,2.78808008076021°E                                                       |                                                      |                                       | Modifica les dades a Wikidata |
|        | Can Xecó                     | Riudellots de la Selva | masia            |                                                              | 41° 54′ 23″ N, 2° 47′ 31″ E / 41.9063283752488°N,2.79185905129256°E                                                       |                                                      |                                       | Modifica les dades a Wikidata |
|        | Mas Agnès                    | Riudellots de la Selva | masia            | Estil: arquitectura popular                                  | 41° 54′ 32″ N, 2° 48′ 19″ E / 41.908888888889°N,2.8052777777778°E ca:Veïnat del Regàs                                     | bé integrant del patrimoni cultural català           |                                       | Modifica les dades a Wikidata |
|        | Mas Esteve                   | Riudellots de la Selva | masia            |                                                              | 41° 54′ 08″ N, 2° 48′ 32″ E / 41.9021515892603°N,2.80876344305197°E                                                       |                                                      |                                       | Modifica les dades a Wikidata |
|        | Mas Fàbregas de l'Hostal Nou | Riudellots de la Selva | masia            | Estil: arquitectura popular                                  | 41° 53′ 31″ N, 2° 47′ 00″ E / 41.89183°N,2.78346°E                                                                        | bé integrant del patrimoni cultural català           |                                       | Modifica les dades a Wikidata |
|        | Mas Galí                     | Riudellots de la Selva | masia            |                                                              | 41° 54′ 41″ N, 2° 47′ 55″ E / 41.91135°N,2.79856°E                                                                        | bé integrant del patrimoni cultural català           |                                       | Modifica les dades a Wikidata |
|        | Mas Gironès                  | Riudellots de la Selva | masia            |                                                              | 41° 54′ 40″ N, 2° 48′ 45″ E / 41.9112004079152°N,2.81239000080513°E                                                       |                                                      |                                       | Modifica les dades a Wikidata |
|        | Mas Joals                    | Riudellots de la Selva | masia            | Estil: arquitectura popular                                  | 41° 54′ 01″ N, 2° 48′ 18″ E / 41.90029°N,2.80506°E                                                                        | bé integrant del patrimoni cultural català           |                                       | Modifica les dades a Wikidata |
|        | Mas Morell                   | Riudellots de la Selva | masia            | Estil: arquitectura popular                                  | 41° 53′ 09″ N, 2° 46′ 40″ E / 41.88587°N,2.77765°E                                                                        | bé integrant del patrimoni cultural català           |                                       | Modifica les dades a Wikidata |
|        | Mas Pins                     | Riudellots de la Selva | masia            |                                                              | 41° 54′ 10″ N, 2° 47′ 58″ E / 41.9027208994705°N,2.79930954868873°E                                                       |                                                      |                                       | Modifica les dades a Wikidata |
|        | Mas Prats                    | Riudellots de la Selva | masia            | Estil: arquitectura popular                                  | 41° 54′ 02″ N, 2° 47′ 38″ E / 41.9005°N,2.79395°E                                                                         | bé integrant del patrimoni cultural català           |                                       | Modifica les dades a Wikidata |
|        | Mas Provençal                | Riudellots de la Selva | masia            | Estil: arquitectura popular                                  | 41° 53′ 43″ N, 2° 46′ 49″ E / 41.89536°N,2.78026°E                                                                        | bé integrant del patrimoni cultural català           |                                       | Modifica les dades a Wikidata |
|        | Mas Rovira                   | Riudellots de la Selva | masia            |                                                              | 41° 54′ 19″ N, 2° 47′ 06″ E / 41.9052261215817°N,2.78511079990393°E                                                       |                                                      |                                       | Modifica les dades a Wikidata |
|        | Mas Rufí                     | Riudellots de la Selva | masia            | Estil: arquitectura popular                                  | 41° 53′ 10″ N, 2° 47′ 33″ E / 41.88621°N,2.79258°E                                                                        | bé integrant del patrimoni cultural català           |                                       | Modifica les dades a Wikidata |
|        | Mas Sala                     | Riudellots de la Selva | masia            |                                                              | 41° 52′ 33″ N, 2° 48′ 03″ E / 41.875730034597°N,2.80081606368606°E                                                        |                                                      |                                       | Modifica les dades a Wikidata |
|        | Mas Salamanya                | Riudellots de la Selva | masia            |                                                              | 41° 52′ 40″ N, 2° 47′ 56″ E / 41.8778070987041°N,2.79879698227975°E                                                       |                                                      |                                       | Modifica les dades a Wikidata |
|        | Mas Serra                    | Riudellots de la Selva | masia            | Estil: arquitectura popular                                  | 41° 53′ 39″ N, 2° 48′ 25″ E / 41.89429°N,2.80688°E Veïnat de l'Estació                                                    | bé integrant del patrimoni cultural català           |                                       | Modifica les dades a Wikidata |
|        | Mas Vidal                    | Riudellots de la Selva | masia            | Estil: arquitectura popular                                  | 41° 53′ 45″ N, 2° 47′ 54″ E / 41.89583°N,2.79842°E                                                                        | bé integrant del patrimoni cultural català           |                                       | Modifica les dades a Wikidata |
|        | Mas Vilar                    | Riudellots de la Selva | masia            | Estil: arquitectura popular                                  | 41° 54′ 17″ N, 2° 48′ 36″ E / 41.90471°N,2.80991°E                                                                        | bé integrant del patrimoni cultural català           |                                       | Modifica les dades a Wikidata |
|        | Quatre Vents                 | Riudellots de la Selva | masia            |                                                              | 41° 53′ 56″ N, 2° 47′ 14″ E / 41.8989882097224°N,2.78715706625952°E                                                       |                                                      |                                       | Modifica les dades a Wikidata |
|        | l'Hostal Nou                 | Riudellots de la Selva | masia            | Estil: arquitectura popular 15th century                     | 41° 53′ 51″ N, 2° 47′ 02″ E / 41.89739°N,2.78377°E ca:Veïnat de l'Hostal Nou 124 msnm                                     | bé integrant del patrimoni cultural català           | L'Hostal Nou (Riudellots de la Selva) | Modifica les dades a Wikidata |
|        | la Masia                     | Riudellots de la Selva | masia            |                                                              | 41° 53′ 29″ N, 2° 46′ 37″ E / 41.8912857556295°N,2.77681600927585°E                                                       |                                                      |                                       | Modifica les dades a Wikidata |
|        | torre Ponça                  | Riudellots de la Selva | masia casa forta | Estil: arquitectura popular 16th century                     | 41° 52′ 44″ N, 2° 48′ 07″ E / 41.87889°N,2.801817°E ca:Veïnat de Torreponça 115 msnm                                      | bé d'interès cultural bé cultural d'interès nacional | Torre Ponça (Riudellots de la Selva)  | Modifica les dades a Wikidata |

## Misc
| imatge | Nom                                                | Ubicat a               | instància de                  | Detalls                                                               | coordenades                                                                                                | Protecció                                  | Commons (més fotos)            | Dades a WD                    |
| ------ | -------------------------------------------------- | ---------------------- | ----------------------------- | --------------------------------------------------------------------- | --- | ------------------------------------------ | ------------------------------ | ----------------------------- |
|        | Antiga Casa Consistorial de Riudellots de la Selva | Riudellots de la Selva | edifici Ús: casa consistorial | Estil: arquitectura popular                                           | 41° 53′ 35″ N, 2° 48′ 11″ E / 41.893033°N,2.803112°E ca:C. Major, 19 97 msnm                               | bé cultural d'interès local                | Antic Ajuntament de Riudellots | Modifica les dades a Wikidata |
|        | Molí d'en Bosc                                     | Riudellots de la Selva | molí d'aigua                  |                                                                       | 41° 53′ 19″ N, 2° 48′ 07″ E / 41.8886478062235°N,2.80194515266194°E                                        |                                            |                                | Modifica les dades a Wikidata |
|        | Polígon industrial de Riudellots de la Selva       | Riudellots de la Selva | polígon industrial            |                                                                       | 41° 54′ 18″ N, 2° 48′ 52″ E / 41.9050341620038°N,2.81449388172717°E                                        |                                            |                                | Modifica les dades a Wikidata |
|        | Pont de Riudevilla                                 | Riudellots de la Selva | pont                          | Estil: arquitectura popular 13rd century Travessa: riera de Riudevila | 41° 53′ 04″ N, 2° 46′ 57″ E / 41.88446°N,2.78242°E ca:veïnat de la Pequenya, ctra. N-II, km 704,5 102 msnm | bé cultural d'interès local                | Pont de Riudevila              | Modifica les dades a Wikidata |
|        | Rectoria de Riudellots                             | Riudellots de la Selva | rectoria                      | Estil: arquitectura popular 17th century                              | 41° 53′ 34″ N, 2° 48′ 10″ E / 41.89271°N,2.80289°E ca:C. Major, 10-12 97 msnm                              | bé integrant del patrimoni cultural català | Rectoria de Riudellots         | Modifica les dades a Wikidata |
|        | Ruidellots                                         | Riudellots de la Selva | vèrtex geodèsic               |                                                                       | 41° 53′ 45″ N, 2° 48′ 40″ E / 41.895731°N,2.811002°E 119.742 msnm                                          |                                            |                                | Modifica les dades a Wikidata |
|        | casa consistorial de Riudellots de la Selva        | Riudellots de la Selva | casa consistorial             |                                                                       | 41° 53′ 37″ N, 2° 48′ 05″ E / 41.8935643°N,2.8015203°E                                                     |                                            |                                | Modifica les dades a Wikidata |